# Paul Stephenson

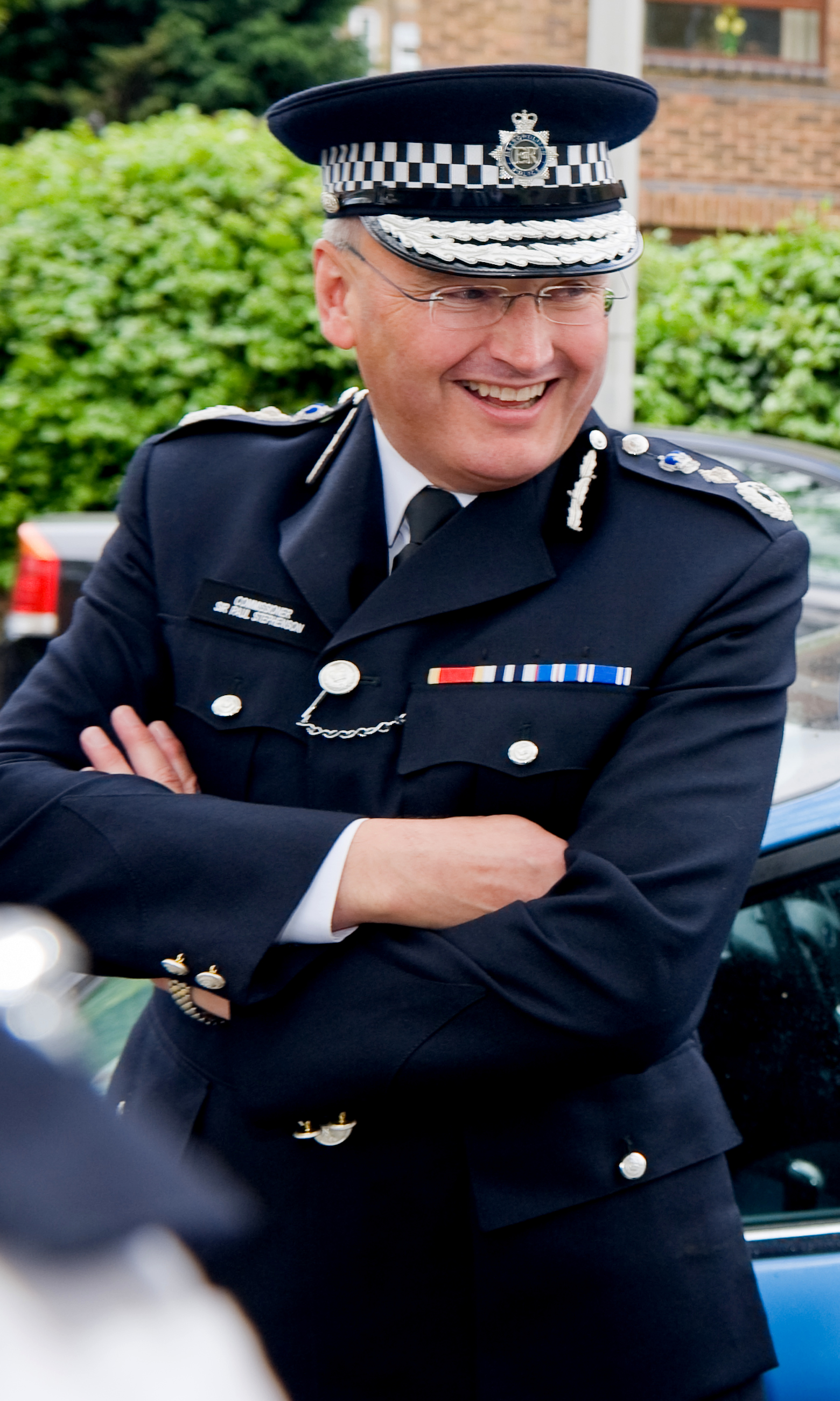
Sir Paul Stephenson.

Paul Robert Stephenson, QPM (Bacup, Lancashire, 26 de septiembre de 1953) es un oficial de policía británico, jefe de la Policía Metropolitana de Londres entre los años 2009 y 2011. El 17 de julio de 2011, Stephenson anunció su dimisión como jefe de la policía debido a las especulaciones sobre vínculos con el escándalo de escuchas telefónicas de News International.